# Яструб темноголовий
Яструб темноголовий (Accipiter princeps) — хижий птах роду яструбів родини яструбових ряду яструбоподібних. Це дуже рідкісний і малодосліджений птах, ендемік Папуа Нової Гвінеї
.

## Систематика
Вид був вперше описаний в 1934 році німецьким біологом Ернстом Майром. Темноголовий яструб споріднений з сіроголовим яструбом (A. poliocephalus) і деякий час розглядався як його підвид.

## Опис
Довжина птаха 38–45 см, розмах крил 75–86 см.

## Поширення й екологія
Цей птах є ендеміком острову Нова Британія, що належить до архіпелагу Бісмарка. Мешкає в гірських лісах на висоті від 200 до 1600 м над рівнем моря (зазвичай на висоті 760–1430 м). Він харчується невеликими птахами і комахами.

## Збереження
З 2008 року МСОП вважає цей вид вразливим. Це дуже рідкісний птах, відомий лише за чотирма екземплярами. Вважається, що популяція темноголового яструба зменшується, в основному через знищення природних середовищ проживання.